# Conops pallidemarginatus
Conops pallidemarginatus är en tvåvingeart som beskrevs av Krober 1936. Conops pallidemarginatus ingår i släktet Conops och familjen stekelflugor.
Artens utbredningsområde är Kongo. Inga underarter finns listade i Catalogue of Life.